# John Boland
John James Boland (ur. 30 listopada 1944 w Dublinie, zm. 14 sierpnia 2000 tamże) – irlandzki polityk, prawnik i samorządowiec, działacz partii Fine Gael, senator, deputowany oraz minister.

## Życiorys
Ukończył studia handlowe na University College Dublin. Później kształcił się również w zakresie prawa. Pracował jako przedstawiciel handlowy w branży księgarskiej. Zaangażował się w działalność polityczną w ramach Fine Gael. Od 1967 był radnym hrabstwa Dublin, czterokrotnie pełnił funkcję przewodniczącego tej instytucji (1971–1972, 1973–1974, 1976–1977, 1979–1980). W latach 1969–1973 wchodził w skład Seanad Éireann jako przedstawiciel panelu pracowniczego. W 1977 po raz pierwszy uzyskał mandat posła do Dáil Éireann. W czterech kolejnych wyborach z powodzeniem ubiegał się o reelekcję, zasiadając w niższej izbie irlandzkiego parlamentu do 1989, kiedy to nie został ponownie wybrany.
Był członkiem rządów Garreta FitzGeralda. Pełnił funkcje ministra edukacji (od czerwca 1981 do marca 1982), ministra służb publicznych (od grudnia 1982 do lutego 1986), ministra środowiska (od lutego 1986 do marca 1987) oraz ministra zdrowia (od stycznia do marca 1987). W 1991 uzyskał uprawnienia barristera, po czym praktykował w tym zawodzie. Zmarł na chorobę nowotworową.